# Якщо би я був начальником...
Якщо би я був начальником… (рос. Если бы я был начальником...) — радянський художній фільм 1980 року, знятий на кіностудії «Мосфільм».

## Сюжет
Начальник БМУ Федір Степанович одного разу виявив своє разючу схожість з підсобним робітником Петром. Виявляється, той завжди заздрив начальнику і мріяв зайняти його місце. Абсолютно замотаний роботою Федір Степанович вирішив піти Петі назустріч…

## У ролях
- Семен Морозов — Федір Степанович Немоляєв/Петя Ярцев, начальник БМУ/студент на виробничій практиці
- Світлана Петросьянц — Люба, кохана дівчина Петі, працює зварювальником
- Раїса Рязанова — Ольга Миколаївна, дружина Немоляєва
- Альбіна Мазніченко — Маша, дочка Немоляєва
- Михайло Свєтін — Просмушкін
- В'ячеслав Гостинський — Потрашков
- Євгенія Ханаєва — теща Немоляєва
- Людмила Іванова — Мішаріна
- Віра Івлєва — Лариса Коростильова, сестра Ольги, секретар Немоляєва
- Олександр Лебедєв — Іван Олексійович Малявкин, бригадир
- Геннадій Ялович — Пищіков
- Георгій Мілляр — дід Люби
- Заурбій Зехов — брат Люби
- Інвер Нагой — брат Люби
- Готліб Ронінсон — сусід Немоляєва
- Сергій Юртайкин — робітник на прийомі у Немоляєва
- Лев Борисов — Сергєєв
- Зінаїда Сидоркова — Сергєєва
- Григорій Шпігель — тамада на ювілеї
- Володимир Бадов — епізод
- Георгій Георгіу — Михайло Петрович Пташук, ювіляр
- Григорій Маліков — Пенелопенко
- Володимир Приходько — Привалов, знайомий Петі
- Петро Кононихін — епізод
- Олександр Рижков — епізод
- Євгенія Лижина — член житлової комісії
- Капітоліна Іллєнко — член житлової комісії
- Тамара Гертель — член житлової комісії
- Анатолій Обухов — робітник на прийомі у Немоляєва
- Олександр Пятков — зварювальник
- Валентин Брилєєв — учасник планерки
- Віктор Уральський — начальник відділу, учасник планерки
- Григорій Михайлов — відвідувач в приймальні
- Станіслав Міхін — відвідувач в приймальні

## Знімальна група
- Режисер — Альберт Мкртчян
- Сценаристи — Олександр Бородянський, Анатолій Ейрамджан
- Оператор — Олександр Рябов
- Композитор — Максим Дунаєвський
- Художники — Совєт Агоян, Абрам Фрейдін